# Уилендс, Джефф
Джеффри Эндрю Уилендс (англ. Jeffrey Andrew Wealands; 26 августа 1951, Дарлингтон, Англия) — английский футболист, выступавший на позиции вратаря.

## Карьера
Уэлендс родился в Дарлингтоне, графство Дарем. В детстве он за команду «Стар Джуниорс», а затем в Дарлингтон Кливленд Бридж. В 17 лет он подписал профессиональные контракт с «Вулверхэмптон Уондерерс», но не смог прорваться в первую команду, а в 1970 году вернулся домой, чтобы присоединиться к «Дарлингтону», играющем в четвертом дивизионе. Через 18 месяцев он присоединился к клубу второго дивизиона, «Халл Сити». Он утвердил себя как голкипер стартового состава год спустя, и начиная с сезона 1973/74 сезона пропустил только три игры за четыре года. Следующий сезон омрачила травма, а «Халл Сити» выбыл в третий дивизион..